# 小川國松
小川 國松（おがわ くにまつ、1908年7月1日 - 没年不詳）は、日本の俳優である。新字体表記小川 国松（おがわ くにまつ）、旧芸名澤村 國丸（さわむら くにまる、新字体表記沢村 国丸）、菊池 一郎（きくち いちろう）ほか変遷がある。映画・新派での子役出身で、松竹蒲田撮影所の少年スターから「純情型二枚目俳優」となる。

## 人物・来歴
東京府東京市深川区（現在の東京都江東区深川地区）に生まれる。父は同地で絹糸商を営んでいた。
旧制小学校在籍時、満8歳であった1916年（大正5年）11月12日に公開された天然色活動写真（天活）製作・配給、吉野二郎監督による『水戸三郎丸』に、「澤村 國丸」の名で五代目澤村四郎五郎らとともに出演、主演した記録がある。河合武雄と並び「新派三頭目」と呼ばれた喜多村緑郎、伊井蓉峰らの一派に子役として加わって、1918年（大正7年）、東京・新富町の新富座で新派の初舞台を踏んでいる。1920年（大正9年）、天活の後身である国際活映（国活）に子役として入社する。1921年（大正10年）、活動写真資料研究会製作、井上麗三・山根幹人共同監督による『力の勝利』に出演、同作は同年11月14日に公開された。同作が公開されたころにはすでに松竹蒲田撮影所に入社しており、野村芳亭監督の『夕刊売』に出演、同作は同年5月8日にすでに公開されていた。同社では、島津保次郎作品に多く出演し、「名子役」と評され、『クオーレ』に想を得た『少年書記』（1923年）では、久保田久雄と組んで主演、ともに少年スターとなった。同年9月1日の関東大震災により、同撮影所の機能は京都の松竹下加茂撮影所に移転、小川も異動した。1926年（大正15年）初頭には蒲田に戻り、1927年（昭和2年）1月14日に公開された小津安二郎の監督デビュー作『懺悔の刃』に出演している。
1928年（昭和3年）、松竹キネマを退社して東亜キネマに移籍、東亜キネマ京都撮影所（所長小笹正人）に所属した。同社入社第1回主演作品は、同年9月9日に公開された竹内俊一監督の『夜鴉』で、当時、「特筆すべき優秀映画」と称賛された。1930年（昭和5年）、松竹下加茂撮影所に復帰して「菊池 一郎」の名で数本に出演するが、同年、帝国キネマ演芸に移籍し、「小川 國松」に戻し、翌1931年（昭和6年）には、さらに東亜キネマ京都撮影所に復帰している。東亜キネマは同年9月、製作を新会社東活映画社（東活）に移管したが、そのとき小川も新会社に移っている。1932年（昭和7年）5月15日に公開された三星吐詩夫監督の『涙の曙』で共演した女優五十鈴桂子（1913年 - 没年不詳）と結婚し、話題となる（のち離婚）。東活は同年10月に解散しており、小川は、1933年（昭和8年）には東京に移り、大都映画に入社している。大都映画でも多く主演したが、1934年（昭和4年）には大都を退社、東洋映画に移籍した。
1935年（昭和10年）以降は、大都映画にいた根岸東一郎が赤沢キネマで監督した『母の心』、かつて帝国キネマ演芸の巨匠であった中川紫朗が合同映画で監督した『靖国神社の女神』に出演したり、同年12月末、太秦帷子ヶ辻中開町（現在の右京区太秦堀ヶ内町）に、牧野省三の長男であるマキノ正博がトーキーのための新しい撮影所を建設した新会社、マキノトーキー製作所を設立、これに参加して「草香 伸」（「草香 伸太郎」とも）の名で出演したりしていた。
第二次世界大戦後も、1956年（昭和31年）6月8日に公開された五所平之助監督の『或る夜ふたたび』に出演していたが、以降の記録が見当たらない。その10年後、1966年（昭和41年）12月31日に放映されたワイドショー番組『小川宏ショー』（フジテレビ系列）の人気コーナー「初恋談義」大晦日特集において、かつて松竹下加茂撮影所にて1924年（大正13年）12月31日公開の映画『村の牧場』（清水宏監督）等で共演した1歳下の女優・田中絹代（1909年 - 1977年）の初恋相手として小川の消息を尋ねられ、約40年ぶりに対面を果たしている。『日本映画俳優全集・男優編』（同項の執筆田中純一郎・奥田久司、キネマ旬報社）には、小川の消息は判らなかったと記されているが、誤りである。上記番組の出演者には、田中の他に植木等、岩下志麻、大川橋蔵、金田正一、内村直也、幸田文、岸田今日子らがいた。元蒲田撮影所所員の親睦会『蒲田会』の関係者が小川と名刺交換した際、東京都新宿区の現住所が記載されており、これがヒントとなって無事に対面を果たしたという。驚喜した田中は、対面時に「生きていることが信じられない」と番組中で語った。晩年の小川の消息は不明である。没年不詳。

## 芸名
- 澤村 國丸 （さわむら くにまる）[1][2] - 天然色活動写真（天活）
- 小川 國松 （おがわ くにまつ） - 松竹キネマ（松竹蒲田撮影所、松竹下加茂撮影所）、東亜キネマ、帝国キネマ演芸、東活映画社、大都映画
- 菊地 直弥 （きくち なおや）
- 菊池 一郎 （きくち いちろう） - 松竹下加茂撮影所（1930年）
- 草香 伸 （くさか しん）[3]、草香 伸太郎 （くさか しんたろう）[2] - マキノトーキー製作所

## フィルモグラフィ
すべてクレジットは「出演」である。公開日の右側には役名、および東京国立近代美術館フィルムセンター（NFC）所蔵等の上映用プリントの現存状況についても記す。同センター等に所蔵されていないものは、とくに1940年代以前の作品についてはほぼ現存しないフィルムである。

### 初期
- 『日本銀次』 : 監督吉野二郎、製作天活東京撮影所、配給天然色活動写真、「澤村國丸」名義、1916年7月29日公開 - 幼時の銀次[2]
- 『水戸三郎丸』 : 監督吉野二郎、製作天活東京撮影所、配給天然色活動写真、「澤村國丸」名義、1916年11月12日公開 - 幼時の三郎丸[2]（主演）
- 『力の勝利』 : 監督井上麗三・山根幹人、製作・配給活動写真資料研究会、1921年11月14日公開

### 松竹キネマ
製作 松竹蒲田撮影所
特筆以外すべて製作は「松竹蒲田撮影所」、配給は「松竹キネマ」である。
- 『夕刊売』（『二人夕刊売』『二人の夕刊売』） : 監督野村芳亭、1921年5月8日公開
- 『母いづこ』 : 監督牛原虚彦、1922年1月10日公開
- 『運命の子』 : 監督島津保次郎、1922年7月1日公開
- 『噫小野訓導』 : 監督賀古残夢、1922年7月23日公開
- 『三日月次郎吉』 : 監督吉野二郎、1922年12月1日公開
- 『忍術ごっこ』 : 監督島津保次郎、1923年4月1日公開
- 『自活する女』 : 監督島津保次郎、1923年4月16日公開
- 『兄弟』 : 監督島津保次郎、1923年5月10日公開
- 『少年書記』 : 監督島津保次郎、1923年6月1日公開 - 山本三郎（主演）
- 『人性の愛』 : 監督牛原虚彦、1923年6月1日公開 - 一郎の友・春夫（少年時代）
- 『天を仰いで』 : 監督大久保忠素、1923年7月13日公開
- 『平和村』 : 監督小沢得二、製作松竹下加茂撮影所、配給松竹キネマ、1923年11月3日公開
- 『子供の世界』 : 監督牛原虚彦、1924年2月22日公開
- 『感じの好い映画集 チュウリップの話』 : 監督牛原虚彦、1924年4月13日公開
- 『感じの好い映画集 闇』 : 監督牛原虚彦、1924年4月13日公開

製作 松竹下加茂撮影所
特筆以外すべて製作は「松竹下加茂撮影所」、配給は「松竹キネマ」である。
- 『元禄女』 : 監督野村芳亭、1924年1月1日公開 - 伊之吉
- 『恋より舞台』（『恋より舞台へ』） : 監督清水宏、1924年1月11日公開 - その弟・雄二
- 『城木屋お駒』 : 監督野村芳亭、1924年12月22日公開
- 『村の牧場』 : 監督清水宏、1924年12月31日公開 - 少年・仙太（主演）
- 『小さき旅芸人』 : 監督清水宏、1925年3月11日公開 - 角兵衛獅子・光一（主演）

製作 松竹蒲田撮影所
特筆以外すべて製作は「松竹蒲田撮影所」、配給は「松竹キネマ」である。
- 『三日月次郎吉』 : 監督吉野二郎、1926年2月7日公開
- 『悲恋心中ケ丘』 : 監督斎藤寅次郎、1926年7月1日公開
- 『帰らぬ笹笛』 : 監督五所平之助、1926年8月08日公開
- 『二つの玉』（『二つ玉』） : 監督蔦見丈夫、1926年11月18日公開
- 『彼女』 : 監督五所平之助、1926年12月31日公開
- 『血涙』 : 監督丘虹二、1927年6月23日公開
- 『白虎隊』 : 監督野村芳亭、1927年6月26日公開 - 池上新太郎
- 『悲願千人斬』 : 監督吉野二郎、1927年7月8日公開 - 同嫡子義竜
- 『懺悔の刃』 : 監督小津安二郎、1927年1月14日公開 - 弟木鼠の石松
- 『好きなればこそ』 : 監督五所平之助、1928年1月10日公開

### 東亜キネマ京都撮影所
すべて製作は「東亜キネマ京都撮影所」、配給は「東亜キネマ」である。
- 『夜鴉』 : 監督竹内俊一、1928年9月9日公開 - 主演
- 『大空の如く』 : 監督根津新、1928年9月29日公開 - 主演
- 『恋を知る』 : 監督米沢正夫、1928年1月20日公開 - 主演
- 『旅の女』 : 監督竹内俊一、1928年11月8日公開 - 主演
- 『商船学校時代』 : 監督竹内俊一、1929年1月14日公開 - 主演
- 『母と子』 : 監督米沢正夫、1929年1月20日公開 - 主演
- 『哀恋日記』 : 監督米沢正夫、1929年3月14日公開 - 宗吉（主演）
- 『新説荒木又右衛門 前後篇』 : 監督広瀬五郎、1929年3月28日公開 - 渡辺数馬
- 『ゆく春』 : 監督米沢正夫、1929年4月1日公開 - 主演
- 『紅屋の娘』 : 監督根津新、1929年6月28日公開 - 主演
- 『緋鹿子草紙』 : 監督米沢正夫、1929年7月13日公開 - 河村秀夫（主演）
- 『浪花小唄』 : 監督印南弘、1929年7月31日公開 - 主演
- 『麓の道』 : 監督米沢正夫、1929年9月28日公開 - 主演

### 松竹下加茂撮影所
特筆以外すべて製作は「松竹下加茂撮影所」、配給は「松竹キネマ」である。すべて「菊池一郎」名義である。
- 『時勢は移る』 : 監督冬島泰三、1930年3月1日公開 - 山崎東伍
- 『紙人形』 : 監督竹内俊一、1930年3月14日公開 - 主演
- 『弾丸』 : 監督服部静夫、1930年7月26日公開 - 主演

### 帝国キネマ演芸
すべて製作・配給は帝国キネマ演芸である。
- 『思ひ出』 : 監督竹内俊一、1930年5月31日公開 - 主演
- 『蝕める果実』 : 監督竹内俊一、1930年8月1日公開 - 主演
- 『素晴らしい奴』 : 監督高見貞衛、1930年11月20日公開 - 主演
- 『感激野郎』 : 監督松本英一、1930年12月26日公開 - 主演
- 『羊の笑顔』 : 監督松本英一、1931年1月10日公開 - 主演

### 東亜キネマ京都撮影所
すべて製作は「東亜キネマ京都撮影所」、配給は「東亜キネマ」である。
- 『緑の地平 受難篇』 : 監督米沢正夫、1931年9月20日公開
- 『緑の地平 愛誦篇』（『緑の地平 哀調篇』） : 監督米沢正夫、1931年1月1日公開 - 主演
- 『思ひ直して頂戴な』 : 監督久保義郎、1931年1月25日公開 - 主演

### 東活映画社
すべて製作・配給は東活映画社である。
- 『天国の裏町』 : 監督大江秀夫、1931年12月12日公開
- 『暁の鶴声』（『暁の鶏声』） : 監督古海卓二、1932年1月19日公開
- 『涙の曙』 : 監督三星吐詩夫、1932年5月15日公開 - 主演
- 『砂漠の真珠』 : 監督久保義郎、1932年5月22日公開
- 『海軍士官』 : 監督石原英吉、1932年6月24日公開 - 主演
- 『若いマドロス』 : 監督大庭喜八、1932年製作・公開

### 大都映画
すべて製作・配給は大都映画である。
- 『南地の女』 : 監督吉村操、1933年9月28日公開 - 主演
- 『朗らかすぎて』 : 監督吉村操、1933年1月5日公開 - 主演
- 『名古屋まつり』 : 監督小沢得二、1933年1月7日公開 - 主演
- 『浮気はその日の出来心』 : 監督吉村操、1933年11月8日公開 - 高田実
- 『春来たる』（『春来る』） : 監督根岸東一郎、1933年12月7日公開
- 『泣き笑ひ天国』 : 監督根岸東一郎、1934年1月5日公開 - 鹿沢秀雄
- 『近代女性の勇』 : 監督根岸東一郎、1934年1月20日公開
- 『摩天楼の狼』 : 監督吉村操、1934年1月25日公開

### フリーランス
特筆以外すべて「小川國松」名義である。
- 『母の心』 : 監督根岸東一郎、製作・配給赤沢キネマ、1935年3月7日公開
- 『靖国神社の女神』 : 監督中川紫朗、製作・配給合同映画、1936年2月7日公開
- 『修羅八荒 第一篇』 : 監督マキノ正博、応援監督中川信夫、製作マキノトーキー製作所、配給千鳥興行、「草香伸」（草香伸太郎）名義、1936年7月1日公開 - 岡ッ引瀧太郎
- 『修羅八荒 第二篇』 : 監督マキノ正博・久保為義、製作マキノトーキー製作所、配給千鳥興行、「草香伸」（草香伸太郎）名義、1936年7月15日公開 - 岡ッ引瀧太郎
- 『修羅八荒 第三篇』 : 監督マキノ正博・中川信夫、製作マキノトーキー製作所、配給千鳥興行、「草香伸」（草香伸太郎）名義、1936年7月31日公開 - 岡ッ引瀧太郎
- 『松下村塾』 : 監督重宗和伸、製作東京発声映画製作所・文部省、配給東宝映画、1939年12月7日公開 - 金子重之助[2]
- 『愉しき愛情』 : 監督長尾史録、製作都商會文化映画部、1942年前後 - 現存（NFC所蔵[13]）
- 『或る夜ふたたび』（『ある夜ふたたび』） : 監督五所平之助、製作歌舞伎座、配給松竹、1956年6月8日公開 - 徳さん、現存（NFC所蔵[12]）